# Gudmund Skjeldal
Gudmund Skjeldal (ur. 4 września 1970) – norweski biegacz narciarski, zawodnik klubu Bulken.
Po raz pierwszy na arenie międzynarodowej pojawił się w 1989 roku podczas mistrzostw świata juniorów w Vang. Zajął tam szóste miejsce w sztafecie a w biegach na 10 km techniką klasyczną i 30 km stylem dowolnym był siódmy. Na rozgrywanych rok później mistrzostwach świata juniorów w Les Saisies był piąty w sztafecie i biegu na 30 km stylem dowolnym, a na 10 km klasykiem zajął ósme miejsce.
W zawodach Pucharu Świata zadebiutował 16 marca 1991 roku w Holmenkollen, gdzie zajął ósme miejsce w biegu na 50 km stylem klasycznym. Pierwsze pucharowe punkty zdobył blisko dwa lata później, 13 marca 1993 roku w tej samej miejscowości, zajmując drugie miejsce na dystansie 50 km klasykiem. W zawodach tych rozdzielił Rosjanina Aleksieja Prokurorowa i swego rodaka, Sturea Sivertsena. Było to jego jedyne podium w zawodach tego cyklu. W klasyfikacji generalnej sezonu 1992/1993 zajął ostatecznie 20. miejsce.
Nigdy nie wziął udziału w mistrzostwach świata ani igrzyskach olimpijskich.

## Osiągnięcia

### Mistrzostwa świata juniorów
| Miejsce | Dzień    | Rok  | Miejscowość | Konkurencja             | Wynik     | Strata  | Zwycięzca       |
| ------- | -------- | ---- | ----------- | ----------------------- | --------- | ------- | --------------- |
| 7.      | 16 marca | 1989 | Vang        | 30 km stylem dowolnym   | 1:25:09,0 | +2:22,5 | Johann Mühlegg  |
| 7.      | 18 marca | 1989 | Vang        | 10 km stylem klasycznym | 28:00,4   | +1:08,2 | Władimir Isupow |
| 6.      | 19 marca | 1989 | Vang        | Sztafeta 4x10 km        | 1:55:56,0 | +3:24,0 | ZSRR            |
| 5.      | 28 marca | 1990 | Les Saisies | 30 km stylem dowolnym   | 1:28:15,4 | +1:57,4 | Johann Mühlegg  |
| 8.      | 30 marca | 1990 | Les Saisies | 10 km stylem klasycznym | 29:55,4   | +47,9   | Jiří Kvapil     |
| 5.      | 31 marca | 1990 | Les Saisies | Sztafeta 4x10 km        | 2:00:31,0 | +2:21,1 | NRD             |

### Puchar Świata

#### Miejsca w klasyfikacji generalnej
- sezon 1990/1991: 31.
- sezon 1991/1992: 42.
- sezon 1992/1993: 20.
- sezon 1993/1994: 36.

#### Miejsca na podium
| Nr | Dzień    | Rok  | Miejscowość  | Konkurencja             | Czas biegu | Strata | Pozycja | Zwycięzca           |
| -- | -------- | ---- | ------------ | ----------------------- | ---------- | ------ | ------- | ------------------- |
| 1. | 13 marca | 1993 | Holmenkollen | 50 km stylem klasycznym | 2:19:40,2  | +11,1  | 2.      | Aleksiej Prokurorow |